# Zoël Amberg
Zoël Amberg (ur. 25 września 1992 roku w Stans) – szwajcarski kierowca wyścigowy.

## Życiorys

### Formuła Renault
Zoël karierę rozpoczął w 2004 roku od startów w kartingu. W 2009 roku zadebiutował w seriach wyścigów samochodów jednomiejscowych – Włoskiej oraz Szwajcarskiej Formule Renault. W pierwszej z nich dwukrotnie stanął na najwyższym stopniu (na włoskim torze Imola), a w klasyfikacji generalnej uplasował się na 4. miejscu. W drugiej z kolei jedyne podium uzyskał na francuskim Magny-Cours, gdzie zajął trzecią lokatę, a ostatecznie rywalizację ukończył na 5. pozycji. Oprócz regularnych startów, Szwajcar zaliczył również gościnny występ w zachodnio-europejskim pucharze, na hiszpańskim obiekcie Circuit de Catalunya. Oba wyścigi zakończył jednak poza czołową dziesiątką.
W drugim sezonie startów zdominował zmagania we szwajcarskiej edycji (przekształconej w mistrzostwa środkowoeuropejskie), po zwyciężeniu w sześciu wyścigach. Szwajcar startował także w Formule Abarth, w której zwyciężył w niedzielnym wyścigu, na włoskim torze Misano Adriatico. Zdobyte punkty sklasyfikowały go na 7. lokacie. Przez dwa lata startów reprezentował szwajcarską ekipę Jenzer Motorsport.

### Seria GP3
W roku 2011 Amberg podpisał kontrakt z zespołem Jenzer na udział w Serii GP3. Zoël w żadnym z wyścigów nie zdobył punktów, będąc najwyżej sklasyfikowanym na torze Istanbul Park oraz Spa-Francorchamps, na których dojechał dwunasty. 

### Formuła Renault 3.5
Od sezonu 2012 Szwajcar startuje w Formule Renault 3.5. W pierwszym wyścigu, w którym wystartował, zdobył jeden punkt. Jednakże do końca sezonu 2012 nie zdołał poprawić swojego dorobku. Ostatecznie był 26 w klasyfikacji końcowej.
W 2013 roku startując ponownie z ekipą Pons Racingpunktował dopiero w przedostatnim wyścigu sezonu. Było to szóste miejsce. Uzbierane osiem  punktów dało mu 24 pozycję w klasyfikacji generalnej.
W sezonie 2014 Amberg podpisał kontrakt z hiszpańską ekipą AVF. Podczas pierwszego wyścigu na torze Moscow Raceway stanął na drugim stopniu podium. Uzbierał łącznie 66 punktów, co dało mu jedenaste miejsce w końcowej klasyfikacji kierowców.

### Seria GP2
W roku 2015 Szwajcar zadebiutował w serii GP2. Podpisał kontrakt z włoskim zespołem Lazarus. Wystartował w trzech rundach, w których najlepszą odnotowaną lokatą było trzynaste miejsce w sobotnim starcie na hiszpańskim torze Circuit de Catalunya. Podczas sprintu na torze Monte Carlo brał udział w wypadku, w wyniku którego odniósł kontuzję. Jej skutki odczuł dopiero podczas treningu przed kwalifikacjami na torze Red Bull Ring. W konsekwencji wycofał się ze startów. Powrócił jeszcze na eliminację rozegraną na Hungaroringu, jednak i tam nie był w stanie znieść przeciążeń działających na organizm. Do końca sezonu nie wystartował już w serii GP2.

### Wyścigi długodystansowe
W 2015 roku po raz pierwszy pojawił się w Mistrzostwach Świata Samochodów Długodystansowych. Reprezentując zespół Team SARD Morand w klasie LMP2 (partnerowali mu Francuz Pierre Rogue oraz Brytyjczyk Oliver Webb), już w pierwszym starcie stanął na średnim stopniu podium (miało to miejsce na belgijskim torze Spa-Francorchamps). Dostał szansę startu z tą załogą w 24-godzinnym wyścigu Le Mans. Wyścig zakończyli jednak przedwcześnie.

## Wyniki

### GP2
| Legenda oznaczeń w tabelach wyników Wyświetl szablon na nowej stronie | Legenda oznaczeń w tabelach wyników Wyświetl szablon na nowej stronie                                                                     |
| Oznaczenie                                                            | Wyjaśnienie |
| --------------------------------------------------------------------- | --- |
| Złoty                                                                 | Zwycięzca lub mistrzostwo |
| Srebrny                                                               | 2. miejsce lub wicemistrzostwo |
| Brązowy                                                               | 3. miejsce lub II wicemistrzostwo |
| Zielony                                                               | Ukończył, punktował (w klasyfikacji generalnej, gdy zdobył co najmniej jeden punkt na przestrzeni sezonu, poza trzema powyższymi opcjami) |
| Niebieski                                                             | Ukończył, nie punktował (w klasyfikacji generalnej, gdy nie zdobył co najmniej jednego punktu na przestrzeni sezonu)                      |
| Czerwony                                                              | Nie zakwalifikował się (NZ) |
| Czerwony                                                              | Nie prekwalifikował się (NPK) |
| Różowy                                                                | Nie ukończył (NU) |
| Różowy                                                                | Niesklasyfikowany (NS) (w klasyfikacji generalnej, gdy nie został sklasyfikowany w żadnym wyścigu sezonu)                                 |
| Czarny                                                                | Zdyskwalifikowany (DK) |
| Czarny                                                                | Wykluczony (WYK/EX) |
| Biały                                                                 | Nie wystartował (NW) |
| Biały                                                                 | Kontuzjowany (K/INJ) |
| Biały                                                                 | Wyścig odwołany (OD/C) |
| Bez koloru                                                            | Został wycofany (WYC/WD) |
| Bez koloru                                                            | Nie przybył (NP/DNA) |
| Bez koloru                                                            | Nie brał udziału w treningach (NT/DNP) |
| Bez koloru                                                            | Nie został zgłoszony (–) |
| Pogrubienie                                                           | Start z pole position |
| Kursywa                                                               | Najszybsze okrążenie wyścigu |
| †                                                                     | Nie ukończył, ale jego rezultat został zaliczony ze względu na przejechanie więcej niż 90% dystansu wyścigu.                              |
| *                                                                     | Sezon w trakcie |
| 1/2/3                                                                 | Punktowana pozycja w sprincie kwalifikacyjnym                                                                                             |
| Lista systemów punktacji Formuły 1                                    | |

| Rok  | Zespół             | Wyniki w poszczególnych eliminacjach | Wyniki w poszczególnych eliminacjach | Wyniki w poszczególnych eliminacjach | Wyniki w poszczególnych eliminacjach | Wyniki w poszczególnych eliminacjach | Wyniki w poszczególnych eliminacjach | Wyniki w poszczególnych eliminacjach | Wyniki w poszczególnych eliminacjach | Wyniki w poszczególnych eliminacjach | Wyniki w poszczególnych eliminacjach | Wyniki w poszczególnych eliminacjach | Wyniki w poszczególnych eliminacjach | Wyniki w poszczególnych eliminacjach | Wyniki w poszczególnych eliminacjach | Wyniki w poszczególnych eliminacjach | Wyniki w poszczególnych eliminacjach | Wyniki w poszczególnych eliminacjach | Wyniki w poszczególnych eliminacjach | Wyniki w poszczególnych eliminacjach | Wyniki w poszczególnych eliminacjach | Wyniki w poszczególnych eliminacjach | Punkty | Pozycja |
| ---- | ------------------ | ------------------------------------ | ------------------------------------ | ------------------------------------ | ------------------------------------ | ------------------------------------ | ------------------------------------ | ------------------------------------ | ------------------------------------ | ------------------------------------ | ------------------------------------ | ------------------------------------ | ------------------------------------ | ------------------------------------ | ------------------------------------ | ------------------------------------ | ------------------------------------ | ------------------------------------ | ------------------------------------ | ------------------------------------ | ------------------------------------ | ------------------------------------ | ------ | ------- |
| 2015 | Daiko Team Lazarus | BHR                                  | BHR                                  | ESP                                  | ESP                                  | MON                                  | MON                                  | AUT                                  | AUT                                  | GBR                                  | GBR                                  | HUN                                  | HUN                                  | BEL                                  | BEL                                  | ITA                                  | ITA                                  | RUS                                  | RUS                                  | BHR                                  | BHR                                  | ARE                                  | 0      | 29      |
| 2015 | Daiko Team Lazarus | 16                                   | 18                                   | 17                                   | 13                                   | 22                                   | NU                                   | NW                                   | NW                                   | -                                    | -                                    | NW                                   | NW                                   | -                                    | -                                    | -                                    | -                                    | -                                    | -                                    | -                                    | -                                    | -                                    | 0      | 29      |

### GP3
| Legenda oznaczeń w tabelach wyników Wyświetl szablon na nowej stronie | Legenda oznaczeń w tabelach wyników Wyświetl szablon na nowej stronie                                                                     |
| Oznaczenie                                                            | Wyjaśnienie |
| --------------------------------------------------------------------- | --- |
| Złoty                                                                 | Zwycięzca lub mistrzostwo |
| Srebrny                                                               | 2. miejsce lub wicemistrzostwo |
| Brązowy                                                               | 3. miejsce lub II wicemistrzostwo |
| Zielony                                                               | Ukończył, punktował (w klasyfikacji generalnej, gdy zdobył co najmniej jeden punkt na przestrzeni sezonu, poza trzema powyższymi opcjami) |
| Niebieski                                                             | Ukończył, nie punktował (w klasyfikacji generalnej, gdy nie zdobył co najmniej jednego punktu na przestrzeni sezonu)                      |
| Czerwony                                                              | Nie zakwalifikował się (NZ) |
| Czerwony                                                              | Nie prekwalifikował się (NPK) |
| Różowy                                                                | Nie ukończył (NU) |
| Różowy                                                                | Niesklasyfikowany (NS) (w klasyfikacji generalnej, gdy nie został sklasyfikowany w żadnym wyścigu sezonu)                                 |
| Czarny                                                                | Zdyskwalifikowany (DK) |
| Czarny                                                                | Wykluczony (WYK/EX) |
| Biały                                                                 | Nie wystartował (NW) |
| Biały                                                                 | Kontuzjowany (K/INJ) |
| Biały                                                                 | Wyścig odwołany (OD/C) |
| Bez koloru                                                            | Został wycofany (WYC/WD) |
| Bez koloru                                                            | Nie przybył (NP/DNA) |
| Bez koloru                                                            | Nie brał udziału w treningach (NT/DNP) |
| Bez koloru                                                            | Nie został zgłoszony (–) |
| Pogrubienie                                                           | Start z pole position |
| Kursywa                                                               | Najszybsze okrążenie wyścigu |
| †                                                                     | Nie ukończył, ale jego rezultat został zaliczony ze względu na przejechanie więcej niż 90% dystansu wyścigu.                              |
| *                                                                     | Sezon w trakcie |
| 1/2/3                                                                 | Punktowana pozycja w sprincie kwalifikacyjnym                                                                                             |
| Lista systemów punktacji Formuły 1                                    | |

| Rok  | Zespół               | Wyniki w poszczególnych eliminacjach | Wyniki w poszczególnych eliminacjach | Wyniki w poszczególnych eliminacjach | Wyniki w poszczególnych eliminacjach | Wyniki w poszczególnych eliminacjach | Wyniki w poszczególnych eliminacjach | Wyniki w poszczególnych eliminacjach | Wyniki w poszczególnych eliminacjach | Wyniki w poszczególnych eliminacjach | Wyniki w poszczególnych eliminacjach | Wyniki w poszczególnych eliminacjach | Wyniki w poszczególnych eliminacjach | Wyniki w poszczególnych eliminacjach | Wyniki w poszczególnych eliminacjach | Wyniki w poszczególnych eliminacjach | Wyniki w poszczególnych eliminacjach | Punkty | Pozycja |
| ---- | -------------------- | ------------------------------------ | ------------------------------------ | ------------------------------------ | ------------------------------------ | ------------------------------------ | ------------------------------------ | ------------------------------------ | ------------------------------------ | ------------------------------------ | ------------------------------------ | ------------------------------------ | ------------------------------------ | ------------------------------------ | ------------------------------------ | ------------------------------------ | ------------------------------------ | ------ | ------- |
| 2011 | ATECH CRS Grand Prix | TUR                                  | TUR                                  | ESP                                  | ESP                                  | VAL                                  | VAL                                  | GBR                                  | GBR                                  | DEU                                  | DEU                                  | HUN                                  | HUN                                  | BEL                                  | BEL                                  | ITA                                  | ITA                                  | 0      | 28      |
| 2011 | ATECH CRS Grand Prix | 12                                   | 14                                   | 16                                   | 10                                   | 11                                   | 18                                   | NU                                   | 16                                   | 21                                   | 20                                   | 15                                   | 16                                   | NU                                   | 12                                   | NU                                   | NU                                   | 0      | 28      |

### Formuła Renault 3.5
| Legenda oznaczeń w tabelach wyników Wyświetl szablon na nowej stronie | Legenda oznaczeń w tabelach wyników Wyświetl szablon na nowej stronie                                                                     |
| Oznaczenie                                                            | Wyjaśnienie |
| --------------------------------------------------------------------- | --- |
| Złoty                                                                 | Zwycięzca lub mistrzostwo |
| Srebrny                                                               | 2. miejsce lub wicemistrzostwo |
| Brązowy                                                               | 3. miejsce lub II wicemistrzostwo |
| Zielony                                                               | Ukończył, punktował (w klasyfikacji generalnej, gdy zdobył co najmniej jeden punkt na przestrzeni sezonu, poza trzema powyższymi opcjami) |
| Niebieski                                                             | Ukończył, nie punktował (w klasyfikacji generalnej, gdy nie zdobył co najmniej jednego punktu na przestrzeni sezonu)                      |
| Czerwony                                                              | Nie zakwalifikował się (NZ) |
| Czerwony                                                              | Nie prekwalifikował się (NPK) |
| Różowy                                                                | Nie ukończył (NU) |
| Różowy                                                                | Niesklasyfikowany (NS) (w klasyfikacji generalnej, gdy nie został sklasyfikowany w żadnym wyścigu sezonu)                                 |
| Czarny                                                                | Zdyskwalifikowany (DK) |
| Czarny                                                                | Wykluczony (WYK/EX) |
| Biały                                                                 | Nie wystartował (NW) |
| Biały                                                                 | Kontuzjowany (K/INJ) |
| Biały                                                                 | Wyścig odwołany (OD/C) |
| Bez koloru                                                            | Został wycofany (WYC/WD) |
| Bez koloru                                                            | Nie przybył (NP/DNA) |
| Bez koloru                                                            | Nie brał udziału w treningach (NT/DNP) |
| Bez koloru                                                            | Nie został zgłoszony (–) |
| Pogrubienie                                                           | Start z pole position |
| Kursywa                                                               | Najszybsze okrążenie wyścigu |
| †                                                                     | Nie ukończył, ale jego rezultat został zaliczony ze względu na przejechanie więcej niż 90% dystansu wyścigu.                              |
| *                                                                     | Sezon w trakcie |
| 1/2/3                                                                 | Punktowana pozycja w sprincie kwalifikacyjnym                                                                                             |
| Lista systemów punktacji Formuły 1                                    | |

| Rok  | Zespół      | Wyniki w poszczególnych eliminacjach | Wyniki w poszczególnych eliminacjach | Wyniki w poszczególnych eliminacjach | Wyniki w poszczególnych eliminacjach | Wyniki w poszczególnych eliminacjach | Wyniki w poszczególnych eliminacjach | Wyniki w poszczególnych eliminacjach | Wyniki w poszczególnych eliminacjach | Wyniki w poszczególnych eliminacjach | Wyniki w poszczególnych eliminacjach | Wyniki w poszczególnych eliminacjach | Wyniki w poszczególnych eliminacjach | Wyniki w poszczególnych eliminacjach | Wyniki w poszczególnych eliminacjach | Wyniki w poszczególnych eliminacjach | Wyniki w poszczególnych eliminacjach | Wyniki w poszczególnych eliminacjach | Punkty | Pozycja |
| ---- | ----------- | ------------------------------------ | ------------------------------------ | ------------------------------------ | ------------------------------------ | ------------------------------------ | ------------------------------------ | ------------------------------------ | ------------------------------------ | ------------------------------------ | ------------------------------------ | ------------------------------------ | ------------------------------------ | ------------------------------------ | ------------------------------------ | ------------------------------------ | ------------------------------------ | ------------------------------------ | ------ | ------- |
| 2012 | Pons Racing | ARA                                  | ARA                                  | MON                                  | BEL                                  | BEL                                  | DEU                                  | DEU                                  | RUS                                  | RUS                                  | GBR                                  | GBR                                  | HUN                                  | HUN                                  | FRA                                  | FRA                                  | CAT                                  | CAT                                  | 1      | 26      |
| 2012 | Pons Racing | 10                                   | 16                                   | 14                                   | 18                                   | NU                                   | 16                                   | 18                                   | 15                                   | 13                                   | NU                                   | NU                                   | 13                                   | 16                                   | 18                                   | NU                                   | 24                                   | 22                                   | 1      | 26      |
| 2013 | Pons Racing | ITA                                  | ITA                                  | ARA                                  | ARA                                  | MON                                  | BEL                                  | BEL                                  | RUS                                  | RUS                                  | AUT                                  | AUT                                  | HUN                                  | HUN                                  | FRA                                  | FRA                                  | CAT                                  | CAT                                  | 8      | 24      |
| 2013 | Pons Racing | 12                                   | 20                                   | 17                                   | 19                                   | 20                                   | 19                                   | 16                                   | 21                                   | 22                                   | 11                                   | 19                                   | 19                                   | 18                                   | 12                                   | 15                                   | 6                                    | 12                                   | 8      | 24      |
| 2014 | AVF         | ITA                                  | ITA                                  | ARA                                  | ARA                                  | MON                                  | BEL                                  | BEL                                  | RUS                                  | RUS                                  | DEU                                  | DEU                                  | HUN                                  | HUN                                  | FRA                                  | FRA                                  | JER                                  | JER                                  | 66     | 11      |
| 2014 | AVF         | 8                                    | 13                                   | 5                                    | 5                                    | 6                                    | NU                                   | NU                                   | 2                                    | 8                                    | 9                                    | 5                                    | NU                                   | 15                                   | 11                                   | 19                                   | 12                                   | 14                                   | 66     | 11      |

### Podsumowanie
| Sezon | Seria                                 | Zespół                | Wyścigi | Zwycięstwa | PP | NO | Podium | Punkty | Pozycja |
| ----- | ------------------------------------- | --------------------- | ------- | ---------- | -- | -- | ------ | ------ | ------- |
| 2009  | Włoska Formuła Renault                | Jenzer Motorsport     | 14      | 2          | 2  | 0  | 2      | 228    | 4       |
| 2009  | Szwajcarska Formuła Renault           | Jenzer Motorsport     | 12      | 0          | 0  | 0  | 1      | 150    | 5       |
| 2009  | Południowo-europejska Formuła Renault | Jenzer Motorsport     | 2       | 0          | 0  | 0  | 0      | 0      | 21      |
| 2010  | Środkowoeuropejska Formuła Renault    | Jenzer Motorsport     | 10      | 6          | 2  | 1  | 10     | 243    | 1       |
| 2010  | Formuła Abarth                        | Jenzer Motorsport     | 14      | 1          | 0  | 0  | 1      | 58     | 7       |
| 2011  | Seria GP3                             | ATECH CRS Grand Prix  | 16      | 0          | 0  | 0  | 0      | 0      | 20      |
| 2011  | European F3 Open                      | De Villota Motorsport | 6       | 1          | 0  | 0  | 4      | 50     | 8       |
| 2012  | Formuła Renault 3.5                   | Pons Racing           | 17      | 0          | 0  | 0  | 0      | 1      | 26      |
| 2013  | Formuła Renault 3.5                   | Pons Racing           | 17      | 0          | 0  | 0  | 0      | 8      | 24      |
| 2014  | Formuła Renault 3.5                   | AVF                   | 17      | 0          | 0  | 0  | 1      | 66     | 11      |
| 2015  | Seria GP2                             | Lazarus               | 10      | 0          | 0  | 0  | 0      | 0      | 29      |
| 2015  | World Endurance Championship          | Team SARD Morand      | 2       | 0          | 0  | 0  | 1      | 18     | 17      |